# Vervoerbewijs

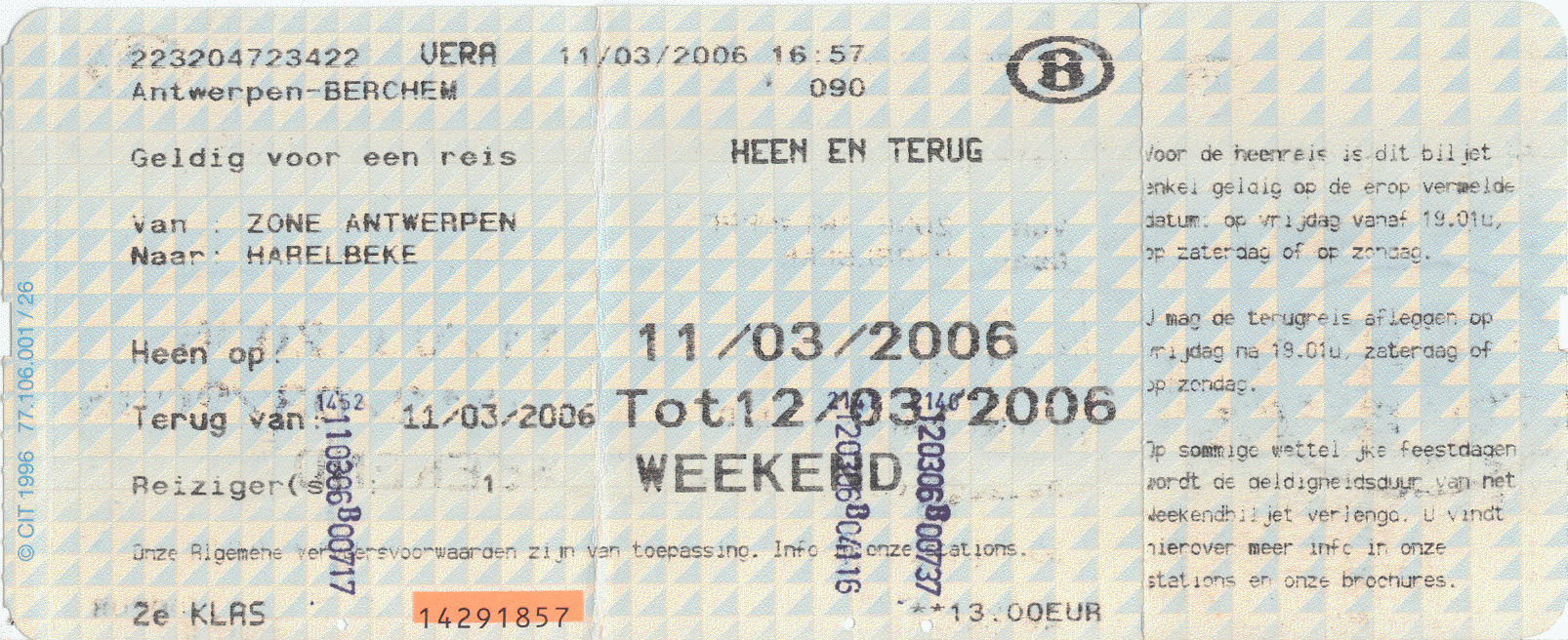
Weekendbiljet van de NMBS

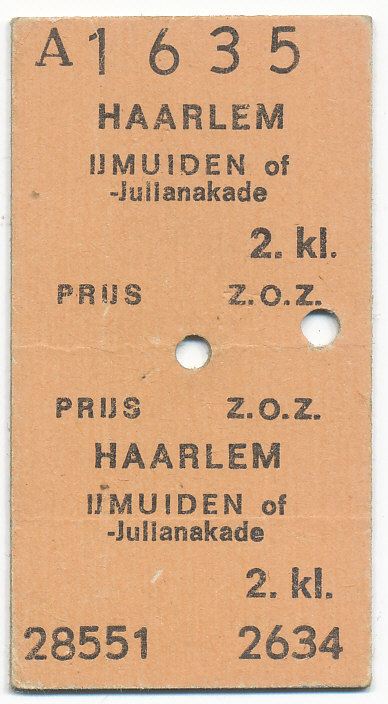
Kartonnen "Edmonson"-kaartje zoals die tientallen jaren door de Nederlandse Spoorwegen werden gebruikt

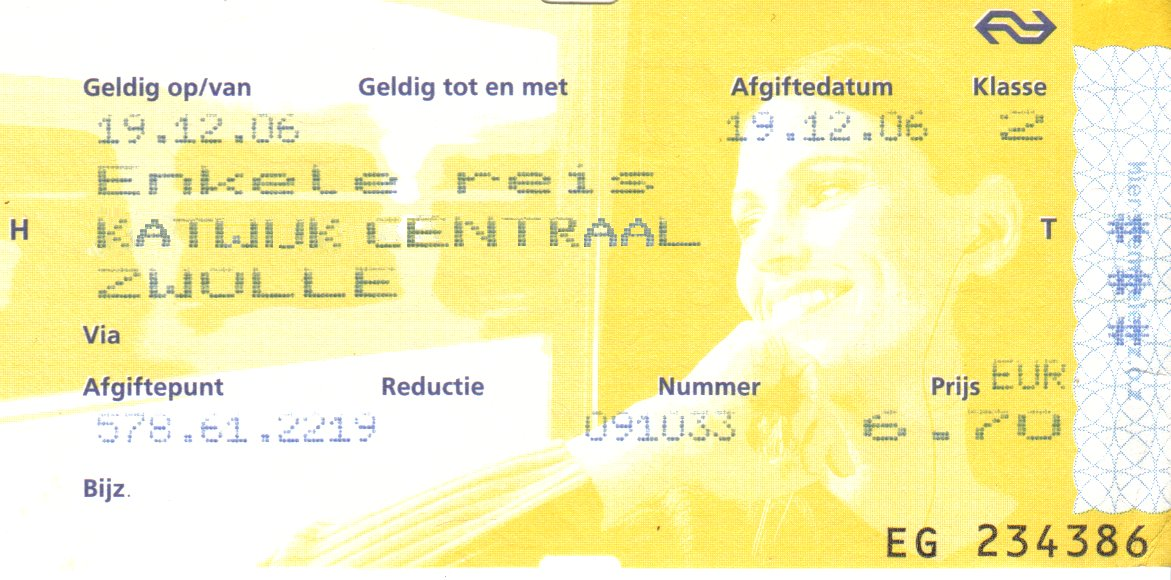
Treinkaartje, met niet bestaand vertrekstation, van de Nederlandse Spoorwegen (oud model)

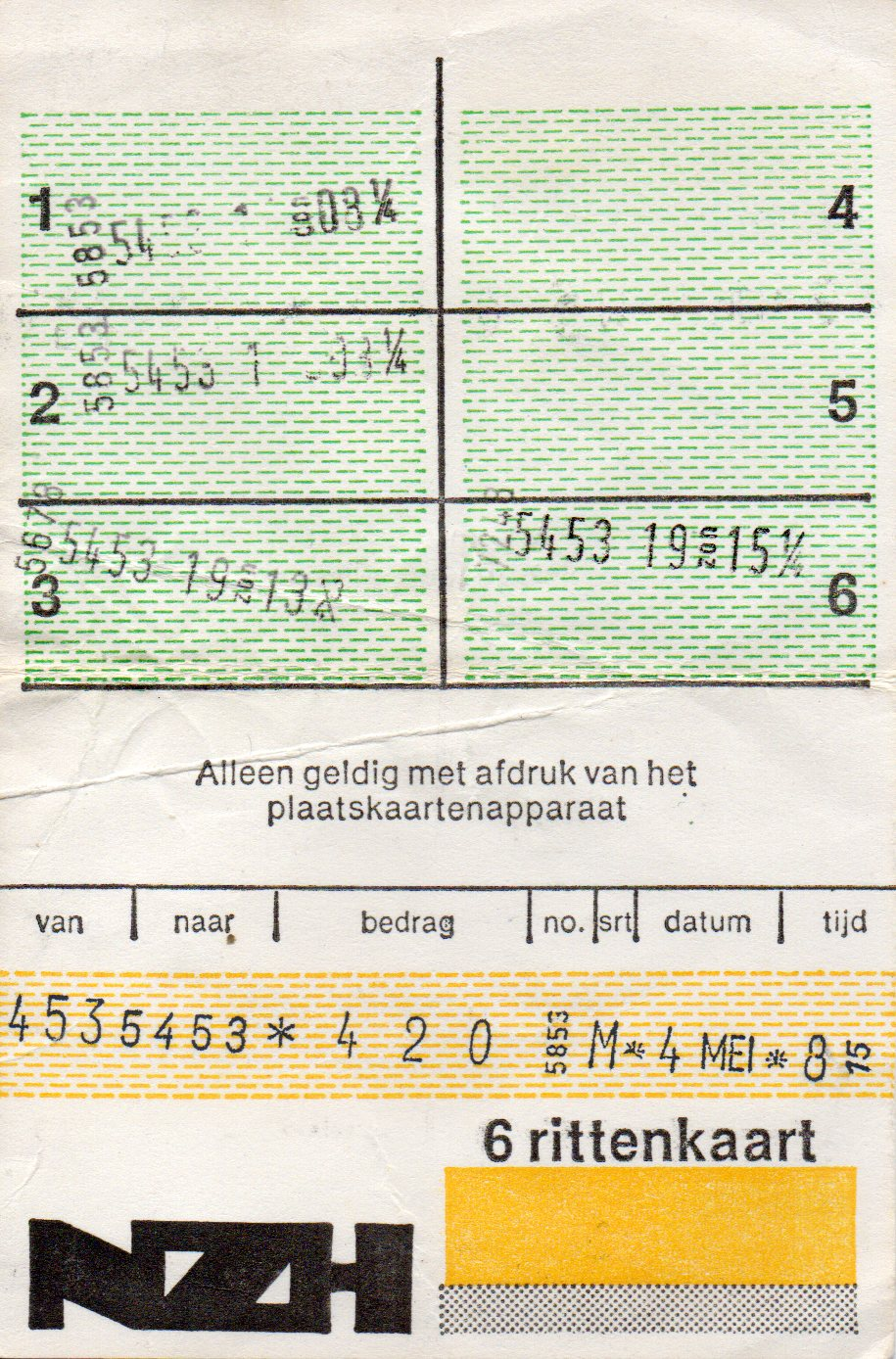
6-rittenkaart busbedrijf NZH, omstreeks 1975

Een vervoer(s)bewijs (vaak kaartje of ticket genoemd en vroeger plaatskaarten) is een bewijs van betaling (of van registratie op basis waarvan achteraf betaald wordt, zoals inchecken voor reizen op rekening, of inchecken voor een lange reis op saldo, waarbij achteraf bijbetaald wordt) voor betaald vervoer, in het bijzonder openbaar vervoer. Vaak moet men vóór het instappen betalen, soms direct na het instappen, soms in de loop van de rit en soms bij het uitstappen. Vervoerbewijzen worden soms systematisch bij het instappen gecontroleerd, soms alleen steekproefsgewijs tijdens de reis.
Vervoerbewijzen kunnen geldig zijn voor een enkele reis, voor een heen- en een terugreis (retour), maar ook voor een langere tijd (dagkaart, abonnement).
Een van de taken van de conducteur is het controleren van vervoerbewijzen. Het gebruikmaken van openbaar vervoer zonder in het bezit te zijn van een geldig vervoerbewijs dat men op eigen initiatief had moeten aanschaffen wordt zwartrijden genoemd. Er komt dan een boete bij.
In een groeiend aantal landen, waaronder Nederland, is geleidelijk het papieren vervoerbewijs vervangen door een elektronische variant. In Nederland is onder meer een OV-chipkaart na succesvol inchecken bij de juiste kaartlezer een geldig vervoerbewijs. Ook het losse treinkaartje zou van een chip worden voorzien. De OV-chipkaart heeft de strippenkaart vervangen.
In sommige gevallen dient men wel te betalen maar krijgt men geen vervoerbewijs. In bijvoorbeeld de tram van Hongkong dient men bij het verlaten van de tram het juiste bedrag in een betaalbus te werpen en krijgt men geen kaartje.
Ook destijds op tramlijn 22 in Amsterdam kreeg men geen kaartje, maar moest men 1 cent in een betaalbus naast de bestuurder werpen, die erop toezag dat dat gebeurde.

## Geschiedenis

### Plaatskaartenapparatuur
Bij de trein waren tot ongeveer 1980 bij het loket van de grotere stations kartonnen kaartjes op voorraad aanwezig voor zoveel mogelijk relaties, zowel 2e als 1e klas. De lokettist beschikte over een groot apparaat dat de kaartjes sorteerde en beschikbaar maakte voor de lokettist. In eerste instantie werd de prijs op het kaartje gedrukt, later werden de kaartjes van een prijs voorzien door een prijsafdruk van het kasregister.
Tot de invoering van de strippenkaart in 1980 hadden de meeste streekbussen (en vroeger ook de conducteurs van de streektrams en -bussen) een plaatskaartenmachine, bijvoorbeeld een Almex- of Becksonapparaat, waarmee eenvoudig vanaf een blanco rol kaartjes in alle mogelijke relaties konden worden verkocht.

## Soorten vervoerbewijzen

### Algemene vervoerbewijzen
- Dagkaart
- Netmaandkaart
- Reizen op saldo met de OV-chipkaart (Nederland)
- Reizen met een reisproduct (bijvoorbeeld abonnement of dagkaart) op een OV-chipkaart (Nederland)
- Ritkaart
- Treinkaart
- Vliegticket
- Elektronische chipkaarten zoals: MoBIB, OV-Chipkaart, Oyster card, etc

### Bijzondere vervoerbewijzen
- Dalurendagkaartje
- Eurokaartje
- Met-Elkaartje
- Buxi